# Bonner Springs (Kansas)
Bonner Springs é uma cidade localizada no estado americano de Kansas, no Condado de Johnson e Condado de Wyandotte.

## Demografia
Segundo o censo americano de 2000, a sua população era de 6768 habitantes. 
Em 2006, foi estimada uma população de 7093, um aumento de 325 (4.8%).

## Geografia
De acordo com o United States Census Bureau tem uma área de 
41,6 km², dos quais 40,8 km² cobertos por terra e 0,8 km² cobertos por água. Bonner Springs localiza-se a aproximadamente 270 m acima do nível do mar.

## Localidades na vizinhança
O diagrama seguinte representa as localidades num raio de 16 km ao redor de Bonner Springs. 